# Centrale (pallamano)
Il centrale è un ruolo base di una formazione di pallamano.
Il centrale deve essere un giocatore dalla grande resistenza fisica, dato che è spesso sottoposto a falli da parte dei giocatori avversari, e deve anche essere molto veloce.
La sua posizione in campo è in genere centrale di fronte al portiere avversario ed al pivot compagno di squadra (che normalmente gioca con le spalle rivolte alla porta avversaria), qualora non si giochi in doppio pivot.
Il ruolo del centrale nella pallamano è simile a quello del playmaker nel basket, in quanto ha la funzione di circolare il pallone e dirigere il gioco a seconda degli schemi, guidando l'attacco della squadra. In genere è anche un giocatore che finalizza molto in gol.